# Caracas (film)
Caracas è un film del 2024 diretto e interpretato da Marco D'Amore.
La pellicola è l'adattamento cinematografico del romanzo Napoli ferrovia di Ermanno Rea.

## Trama
Un affermato scrittore napoletano ritorna a casa dopo molti anni e incontra il suo vecchio amico Caracas che, lasciatosi alle spalle il suo passato da naziskin, si sta convertendo all'Islam.

## Promozione
Il primo trailer del film è stato diffuso il 23 gennaio 2024.

## Distribuzione
Il film è uscito nelle sale italiane il 29 febbraio 2024, distribuito da Vision Distribution.

## Accoglienza

### Incassi
Il film ha incassato finora 515850 € con 75173 presenze.